# Museo etnografico dei mestieri del fiume

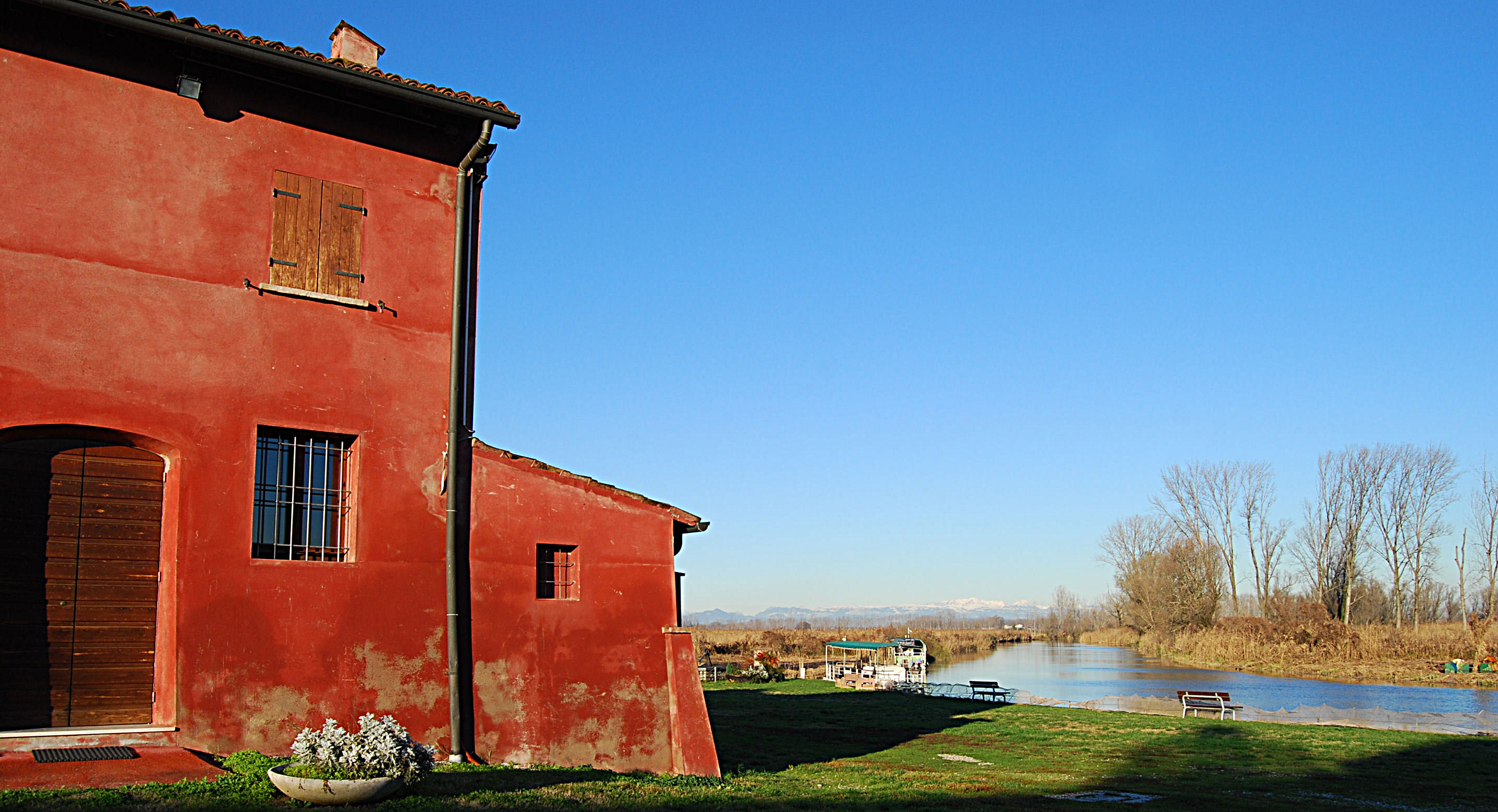
Il Mincio a Rivalta.

Museo etnografico dei mestieri del fiume è un museo ubicato a Rivalta sul Mincio, frazione del comune di Rodigo, in provincia di Mantova. 
Il museo si trova nella Riserva naturale Valli del Mincio, ospitato in un antico edificio rurale ristrutturato, affacciato su un'ansa del fiume Mincio.

## Percorso
- geomorfologia del territorio
- storia della presenza dell'uomo, dalle palafitte, agli insediamenti Etruschi, alle regolazioni idrauliche medievali e rinascimentali, fino ai giorni nostri.
- costruzione e riparazione delle barche

Un particolare spazio espositivo è dedicato anche alla flora e alla fauna della Riserva.